# Staré Lublice

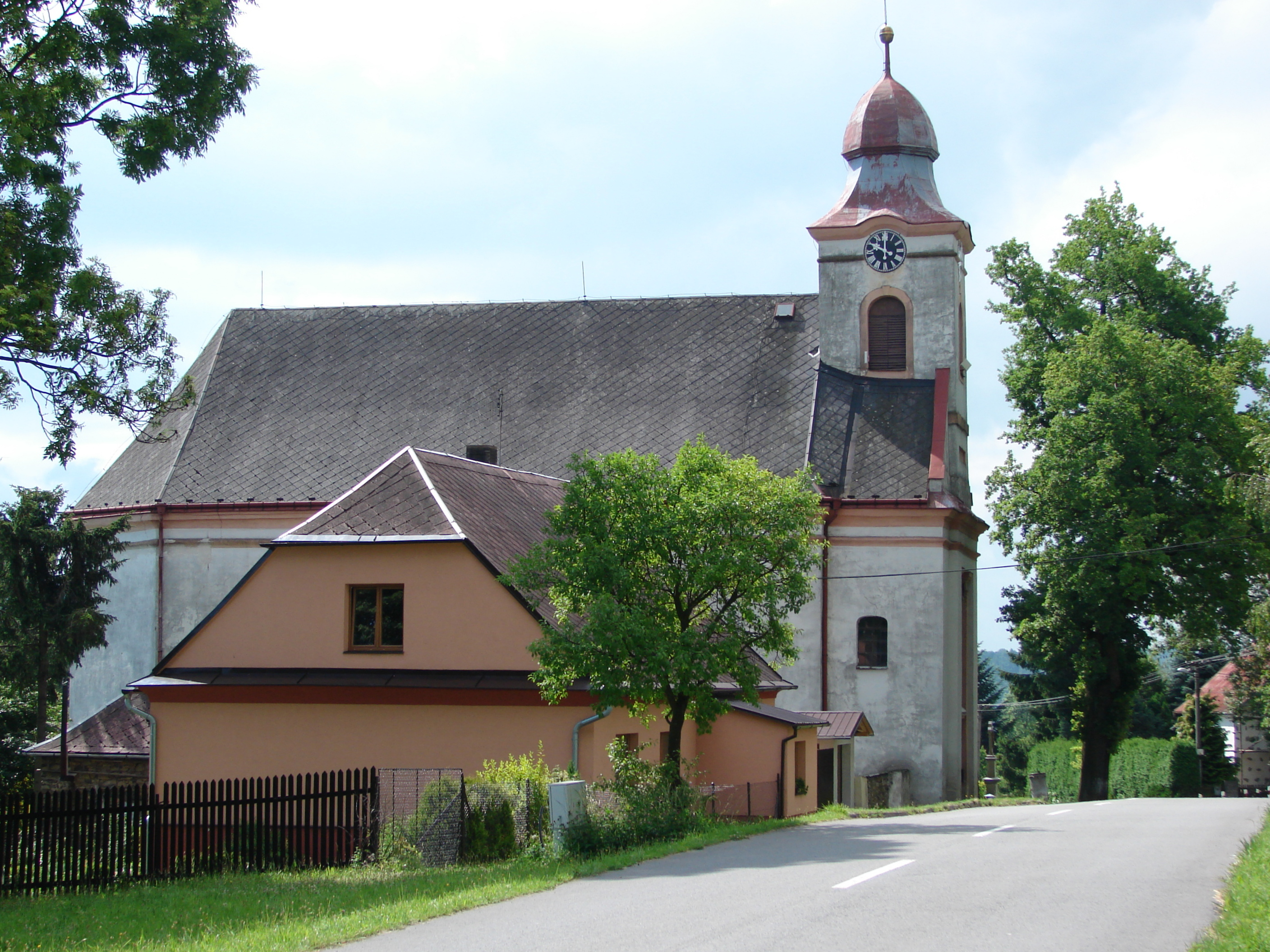
Kirche St. Florian in Staré Lublice

Staré Lublice (deutsch Alt Lublitz) ist eine zur Gemeinde Kružberk (deutsch Kreuzberg) im Okres Opava in der Tschechischen Republik gehörige Ortslage. 

## Geographische Lage
Staré Lublice befindet sich am Rande des Naturparkes Moravice am Übergang des Niederen Gesenkes in die Oderberge linksseitig der Moravice. Der südliche Teil des Ortes liegt auf einer Höhe von 469 Metern, das nördliche Ende auf 505 Metern über dem Meeresspiegel. Östlich des Dorfes erhebt sich der Kopanice (520 m über dem Meeresspiegel). Im Norden erstreckt sich das Waldgebiet Moravickomlýn.

## Geschichte
Die erste urkundliche Erwähnung des Dorfes stammt von 1283. Im 15. Jahrhundert wurde das Dorf als wüst bezeichnet, die neue Siedlung stammt aus dem Jahre 1585. 1765 wurde die barocke Kirche erbaut. In den Jahren 1810–1811 wurde die Kirche St. Florian errichtet.
Ab 1938/39 lag Alt Lublitz als selbstständige Gemeinde im Reichsgau Sudetenland, Landkreis Troppau, Regierungsbezirk Troppau. Hier lebten im Jahre 1940 438 Einwohner. Nach Ende des Zweiten Weltkrieges mussten die meisten deutschen Bewohner des Ortes diesen zwangsweise räumen und die Tschechoslowakei für immer verlassen.